# ولي كوتشكة (حسينية انديمشك)
ولي کوتشکة (بالفارسية: ولی کوچکه) هي قرية تقع في إيران في قسم حسینیة الريفي. يقدر عدد سكانها بـ 167 نسمة بحسب إحصاء 2016.